# Bön

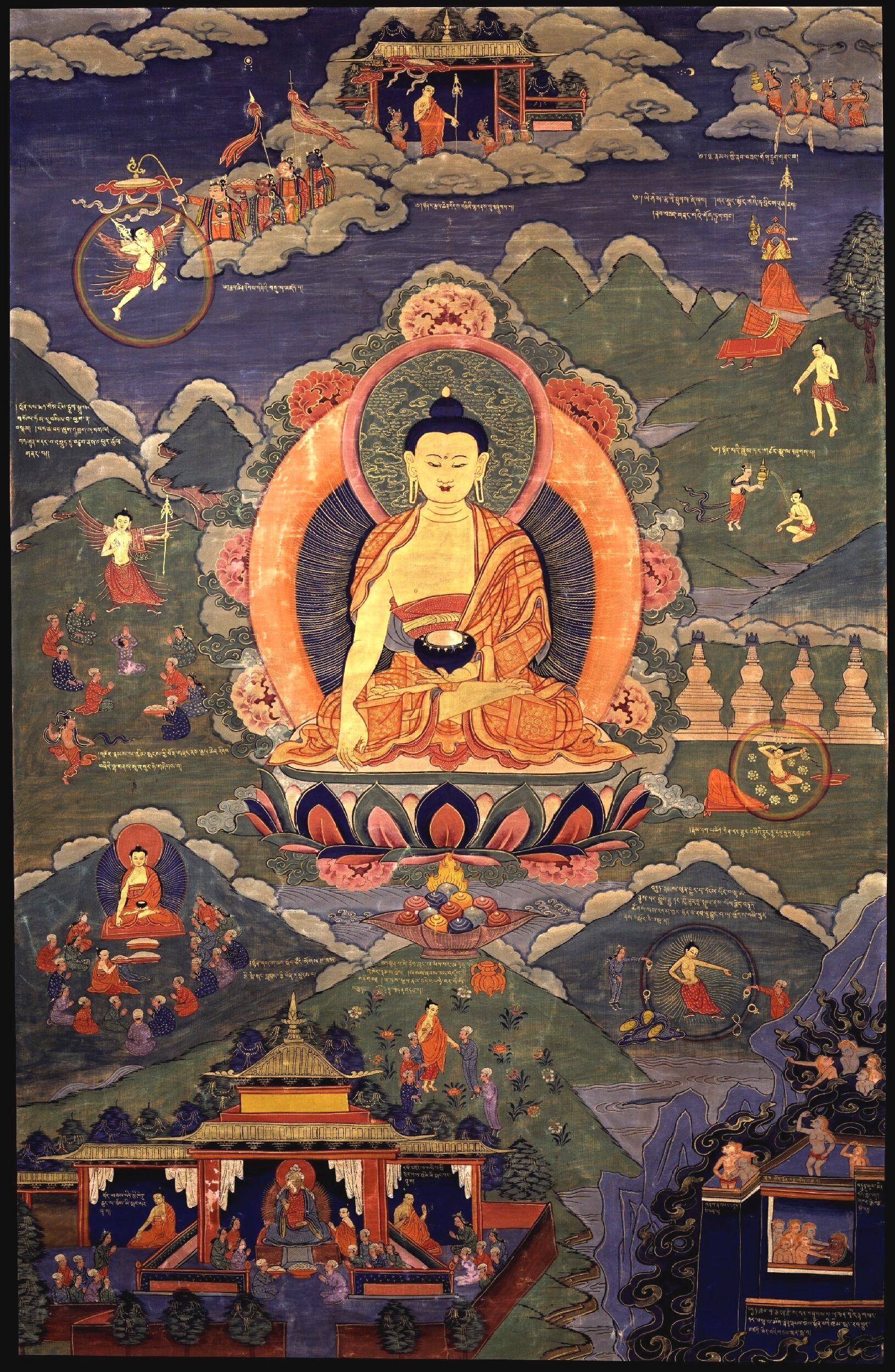
Afbeelding van Tonpa Shenrab, de veronderstelde stichter van de bön-religie

De bön  is een vorm van boeddhisme die is ontstaan naast en onderscheiden moet worden van het Tibetaans boeddhisme. De bön ontwikkelde zich in Tibet tot een vorm van georganiseerd boeddhisme vanaf het eind van de tiende eeuw. Het is ook in die periode dat de literaire traditie van de bön aanvangt.

## Zelfbeeld van de bön in de geschiedschrijving

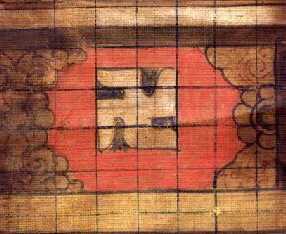
Verbeelding van het begrip Yungdrung

De volgelingen van de bön geloven dat hun religie in vroeger tijden in veel delen van de wereld werd uitgedragen en beoefend. Dit geloof heet dan ook yungdrung bön, de eeuwige bön. Het historische zelfbeeld is dat de bön vele eeuwen voordat het boeddhisme in Tibet werd geïntroduceerd daar de bescherming genoot van de koningen, tot de bön verdrongen werd door de valse religie, waarmee het Tibetaans boeddhisme wordt aangeduid.
Voordat de bön Tibet bereikte zou het met name gebloeid hebben in Zhangzhung, een gebied dat in het westen van het Tibetaans Plateau lag en de heilige berg Kailash als centrum had. Zhangzhung werd omstreeks 645 geannexeerd door het Tibetaanse rijk. De beschaving van Zhangzhung versmolt in de achtste en negende eeuw met die van het Tibetaanse rijk. Binnen de bön wordt sterk de nadruk gelegd op een ononderbroken traditie vanaf Zhangzhung via het Tibetaanse rijk naar de latere perioden in de Tibetaanse geschiedenis.

## De stichter: Tönpa Shenrab Miwoche
De oorsprong van de bön ligt echter volgens de volgelingen nog verder naar het westen, in een land dat zij Tazik noemen en waarvan Olmolungring de kern was, een gebied dat dan door sommige wetenschappers geassocieerd wordt met het grensgebied tussen het huidige Iran en Afghanistan. Tazik of Olmolungring is voor de Bönpo's het heilige land, zoals India dat voor de Tibetaanse boeddhisten is.
Over Tazik heerste Tonpa Shenrab Miwoche, de stichter van het bön. De bön kent een uitgebreide hagiografische literatuur over hem, die op nogal wat punten afwijkt van de biografische tradities over Sakyamuni Boeddha. In de traditie was Tönpa Shenrab een leek die vrijwel bij voortduring reisde om bön te verspreiden. Hij werd, anders dan bij Sakyamuni Boeddha, daarbij ondersteund door zijn vele vrouwen, dochters en zonen. In het böngeloof had Tönpa Shenrab – ook anders dan bij de Sakyamuni Boeddha – al vanaf zijn geboorte de volledige verlichting bereikt. In enkele latere bönteksten wordt Sakyamuni in een kennelijke poging tot enige verzoening met het boeddhisme benoemd als een emanatie van Shenrab.

## Tibetologisch onderzoek

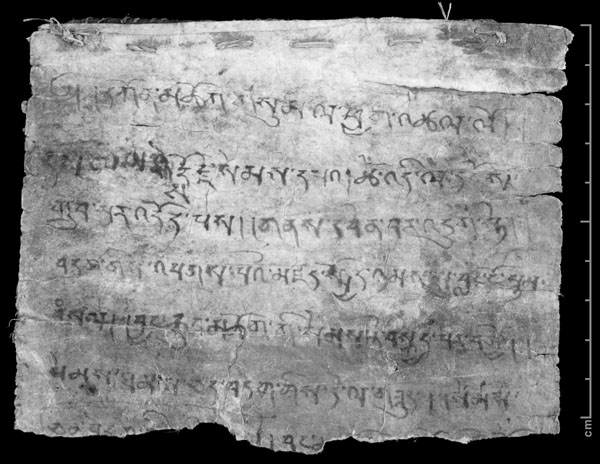
Boeddhistische kritiek uit de tiende eeuw op Bönpo begrafenis riten.

Over de ontwikkeling van de bön vanaf eind tiende eeuw is er in het wetenschappelijk discours in grote lijnen wel overeenstemming.
Er is echter onder tibetologen al enkele decennia een debat over de bön in de periode van en voor het Tibetaanse rijk. (Globaal 600-860 ) In de Tibetaanse manuscripten van Dunhuang komt het woord bön dan wel bönpo meerdere malen voor. Het wordt dan gebruikt in de betekenis van een ritueel dan wel een uitvoerder van rituelen. Ook in het Testament van Wa wordt het in die context gebruikt. In een tekst over de begrafenisplechtigheden van de koning Trisong Detsen is, ondanks de vervolging van bönpos in zijn periode, sprake van de aankomst van honderdzevenentwintig bönpos, zoals A Shen ( volgt een rij andere namen ) om de begrafenis van Trsisong Detsen uit te voeren. Enkele tibetologen, zoals Samten Karmay ( 1936 ) zetten het begrip bönpo ook in de context van een min of meer georganiseerde religieuze gemeenschap.
De discussie hangt nauw samen met opvattingen over preboeddhistische religieuze noties in het Tibet van die tijd. De Tibetaanse wereld van die tijd werd bevolkt door een grote hoeveelheid geesten en demonen. De verbinding tussen de mensen en die krachten werd ingevuld door uitvoerders van rituelen.
Het geloof in het sacrale karakter van de koninklijke dynastie was een essentieel onderdeel. De monarch was van hemelse oorsprong en nauw verbonden met beschermende godheden die belichaamd werden door met name de bergen van Tibet. Het heilige karakter van die bergen werd weer geassocieerd met belangrijke functies als bron van water, voeden van water naar rivieren, die het mogelijk maakten in valleien landbouw te bedrijven.
De kennis over het geloof in een hiernamaals in het toenmalige Tibet is beperkt. Het is echter duidelijk dat begrafenisrituelen een centrale rol speelden in religieuze opvattingen. Er waren riten om de ziel van een overledene te leiden naar een rijk van geluk om te voorkomen dat deze de orde in de wereld van de levenden zou verstoren. Gezien het sacrale karakter van de dynastie waren dit soort riten bij de begrafenis van een monarch gebeurtenissen van enorm belang. Onder de manuscripten van Dunhuang is een draaiboek gevonden voor het uitvoeren van dit soort riten bij de begrafenis van een monarch. Daaruit wordt duidelijk, dat een gespecialiseerde priesterklasse noodzakelijk was voor het uitvoeren van die riten. In die context wordt dan opnieuw het woord bönpo gebruikt.
Er is echter groeiende overeenstemming onder hedendaagse experts dat er gedurende de periode van het Tibetaanse rijk geen georganiseerde (of zelfs maar een niet-georganiseerde) religie bestond als bön. Het probleem in het debat is voor een groot deel van linguïstische aard. Het is van groot belang te onderscheiden welke woorden er in een specifieke periode binnen een specifieke context werden gebruikt.
In een artikel van december 2013 concludeert Sam van Schaik dat het concept van een georganiseerde, niet-boeddhistische religie afkomstig moet zijn van de eerste boeddhistische missionarissen in Tibet in hun kritiek op toen bestaande Tibetaanse rituelen en religieuze overtuigingen. Zij brachten dit geheel van rituelen en overtuigingen onder in een entiteit, die benoemd kon worden. Een aantal van de uitvoerders van die niet boeddhistische rituelen stond bekend onder de naam “Bonpo”. Latere boeddhistische missionarissen gingen in toenemende mate die term hanteren voor een aantal niet  boeddhistische rituelen meer in het algemeen en voor begrafenisrituelen in het bijzonder. Vanaf begin elfde eeuw werden  die oude rituelen voorzien van een boeddhistische context, die leidde tot de  “ de school van de Bonpo's “, dan wel bön.

## De keus voor het boeddhisme

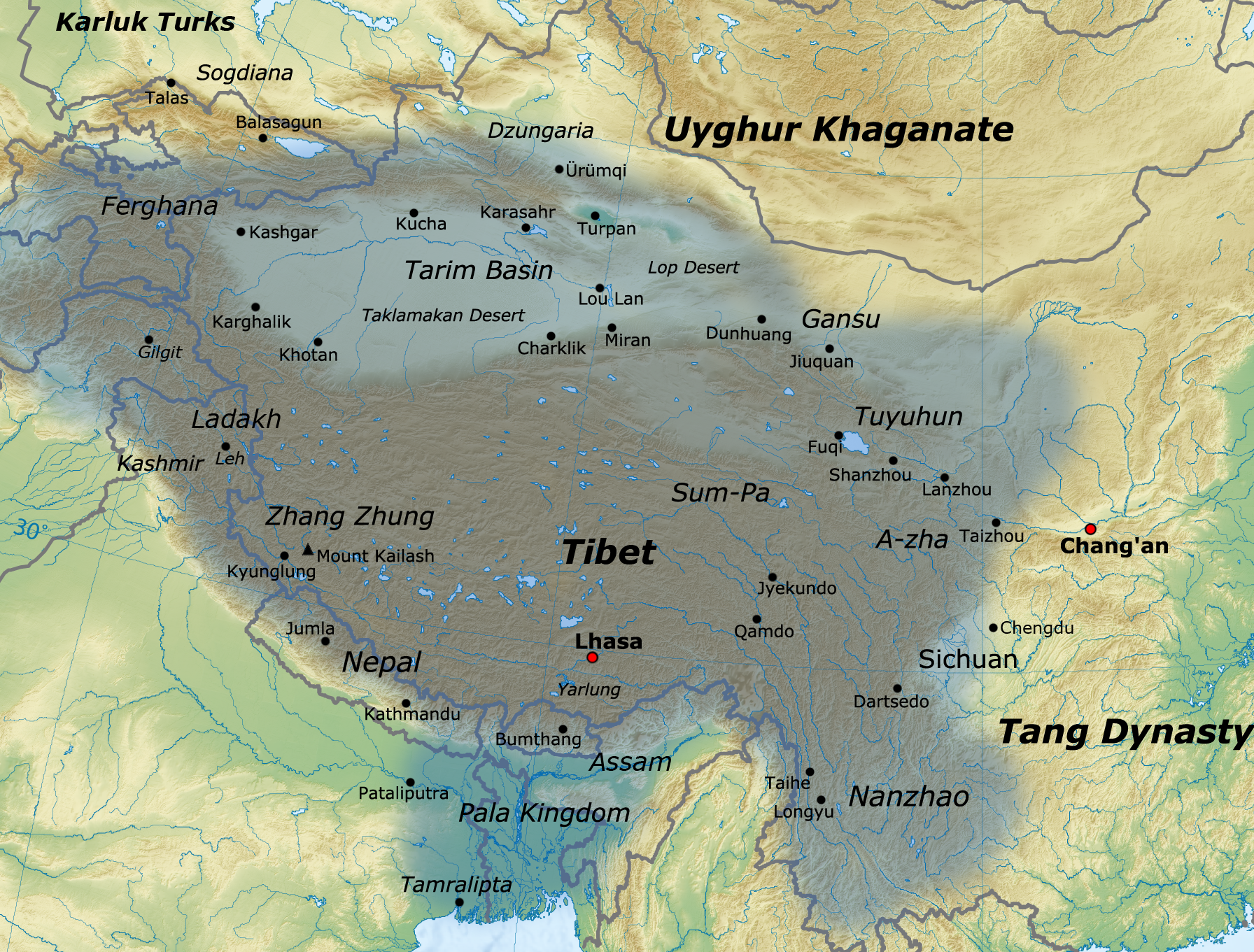
Het Tibetaanse rijk aan het eind van de periode van Trisong Detsen

Een introductie van het boeddhisme in Tibet vond eind zevende / begin achtste eeuw plaats. Uit tal van documenten uit Dunhuang wordt duidelijk, dat die introductie ook op grote weerstand stuitte. Het werd gezien als een verstoring van de natuurlijke orde. In de periode van de koning Trisong Detsen (742-ca.800) werd door de dynastie gekozen voor een uit India afkomstig boeddhisme als de leidende religieuze en intellectuele beweging van het land. De keus voor het boeddhisme van Trisong Detsen had vooral strategische motieven. Naarmate het rijk verder expandeerde werd de behoefte aan een meer professioneel bestuur groter. Dat vereiste in ieder geval een zekere vorm van geletterdheid, die feitelijk alleen aanwezig was bij de vertegenwoordigers van het boeddhisme. De uitbreiding van het rijk, waardoor Tibetaanse koningen ook het gezag kregen over totaal andere etnische groepen dan Tibetanen maakte een vorm van een universele wetgeving noodzakelijk.
Het boeddhisme met opgeleide geleerden, zijn methodes van vertalingen, de aanwezigheid van bibliotheken in kloosters had daarbij de beste mogelijkheden. Latere bronnen, zowel van de bön als van boeddhistische geschiedschrijvers zijn het er over eens, dat tijdens de periode van Trisong Detsen de bönpos actief vervolgd werd en naar de grenzen van het rijk in ballingschap werden verdreven.
Het hieronder volgende citaat is afkomstig uit een document van eind 10e eeuw.
De koning beval de bönpos de ware doctrine en leer na te leven, maar behalve slechts enkelen, gehoorzaamden ze hier niet aan en veranderden ze vele boeddhistische geschriften in bön-geschriften. Toen de koning dat hoorde, liet hij de meeste van de Bönpos onthoofden, maar Guru Rinpoche zei dat de goden en demonen van Tibet het goed voor hadden met bön en hij stond hun toe om hun orakels, astrologie, aanbidding van heiligen en riten, die rijkdom opleverden te handhaven. Hij onderwierp echter alle andere bönpos en verbande hen uit het rijk naar de uiterste grenzen tezamen met hun drums en tamboerijnen, hun hoeden van vossenbont en hun ezels die zij nodig hadden voor het transport.— 
In de geschiedschrijving van de latere bön wordt de keus voor het boeddhisme vele malen als een ramp en catastrofe beschreven. Deze vervloeking van de bönpo-kluizenaar Li-shu-stag-ring geeft een beeld van de opvattingen van de bön over het bewind van Trisong Detsen:
Koning Trisong Detsen is een dwaze man. Zijn ministers zijn monsterlijke schurken. Ons heldere licht is nu gedoofd. Nu is de tijd van de boeddhistische monniken. Hun prinsen hebben vertrouwen in goud en ons geliefde bön is in verval, Moge de koning een bedelaar worden en zijn ministers schaapherders. Moge het land van Tibet in stukken breken en deze boeddhistische monniken hun macht verliezen. Moge hun nonnen kinderen baren en deze boeddhistische priesters leiden misdadige benden. Moge hun kloosters vernietigd worden en hun tempels verbranden. Moge de prinsen hun eigen goud zoeken. O Moge mijn vloek effectief zijn en moge dit boek van mij gevonden worden door een waardig persoon.— 

## Ontwikkeling naar de nieuwe bön
Even na het midden van de negende eeuw valt het Tibetaanse rijk. De koninklijke dynastie verdwijnt. Het boeddhisme in zijn georganiseerde en monastieke vorm verdwijnt uit Centraal-Tibet. Het boeddhisme verdwijnt echter niet geheel, maar wordt vooral in een tantrische vorm levend gehouden door Ngagpa's, een soort lekenpriesters. Zij bekommerden zich op het niveau van dorpsgemeenschappen voor dagelijkse noden door divinatie, medische praktijken en de verstandhouding met de godenwereld. Ook bönpo's vervulden die rol.
Aan het eind van de tiende eeuw/begin elfde eeuw begon een tweede verspreiding van het boeddhisme in Centraal-Tibet. Tegelijkertijd begint een herleving van het kloosterleven en de monastieke traditie. Dat was een periode dat veel Indiase meesters, zoals Atisha naar Tibet reisden om daar het geloof uit te dragen. In dezelfde periode reisden veel Tibetaanse lama's naar India voor onderwijs, maar vooral om daar opnieuw voor Tibet nog onbekende, boeddhistische teksten te ontdekken en vanuit het Sanskriet te vertalen. 
Hun activiteiten leggen de grondslag voor de latere nieuwe georganiseerde tradities binnen het Tibetaans boeddhisme, zoals de kadampa, sakya en veel varianten binnen de kagyüschool.
De vertegenwoordigers van de stroming die het boeddhisme in de periode na het midden van de negende eeuw in Centraal-Tibet levend hadden gehouden maken een andere keus. Zij kiezen voor een literaire en culturele erfenis gebaseerd op de instructies die naar hun opvatting al tijdens de periode van het Tibetaanse rijk van de achtste en begin negende eeuw in Tibet geïntroduceerd werden. Dat zal de latere nyingmatraditie worden.
In die historische context moet ook het verschijnen van een nieuwe bön gezien worden met nu eveneens duidelijk boeddhistische noties, zoals karma en wedergeboorte en een pad van bodhisattvas tot aan het boeddhaschap. Ook binnen de bön zal later een ontwikkeling plaatsvinden van het ontstaan van meerdere tradities. Die tradities hebben net als in het Tibetaans boeddhisme hun oorsprong in een lange complexe geschiedenis van op clan-tradities gebaseerde lijnen van belangrijke monniken en aristocratische families.

## Literaire traditie en canon
De bön beschikt over een zeer uitgebreide literaire traditie, die pas sinds de laatste decennia van de 20e eeuw onderwerp van studie is van niet-Tibetaanse wetenschappers. Daarvoor werd aangenomen dat het meeste van die literatuur vooral bestond uit plagiaat van boeddhistische teksten, zoals Tibetaanse boeddhisten in de onderlinge rivaliteit ook heel lang hebben betoogd.
Het was de tibetoloog David Snellgrove die als eerste in 1967 kon aantonen, dat de bönliteratuur voor het grootste deel onafhankelijk en op basis van eigen verworven inzichten tot stand was gekomen en geen plagiaat is. 
Daarna hebben andere tibetologen aangetoond dat verschillende bönteksten, hoewel soms woordelijk vrijwel identiek aan teksten uit het Tibetaans boeddhisme niet op plagiaat van de zijde van bön berusten, maar dat het teksten van een bönorigineel betrof dat gekopieerd is door boeddhisten. Het duidt er wel op dat de relatie tussen deze twee onderling rivaliserende religies complex was en onderhevig aan wederzijdse beïnvloeding.
Een belangrijk deel van die literatuur zijn termadocumenten. Dat zijn teksten die in de traditie in tijden van vervolging verborgen werden, zodat ze voor latere generaties bewaard konden blijven en vaak eeuwen later herontdekt werden.
Geleidelijk vormden deze teksten uiteindelijk een Bön-canon, de bön-kangyur. De terma's zijn feitelijk en strikt historisch gezien vooral geschreven in de periode 1050-1300 en de laatste teksten van de bönpo-kangyur dateren van eind veertiende eeuw.
Binnen de bön is er de aanname, dat aanzienlijke delen van de kangyur vanuit de taal van Zhangzhung vertaald zijn in het Tibetaans. Dat is een opvatting, die door tibetologen als volstrekt onhoudbaar wordt gezien. Er is ook een aanname dat er in de traditie van de bön oude schriftsystemen ontwikkeld zijn voor de introductie van het boeddhisme in Tibet en het Tibetaanse schriftsysteem daar op is gebaseerd. Het bekendste van die systemen is het zogenaamde sMar-chung -schrift. Experts zijn van opvatting dat deze schriftsystemen pas zeer aanzienlijk later door volgelingen van de bön zijn ontworpen, bijvoorbeeld om termadocumenten vanuit Zhangzhung meer authentiek te doen lijken. Er zijn tot nu toe geen teksten in deze geschriften gevonden of ook maar enig ander bewijs, dat het hanteren van deze schriftsystemen vroeger dateert dan eind zeventiende eeuw. De meeste nu bekende teksten in deze schriftsystemen zijn waarschijnlijk pas van de negentiende eeuw.
De min of meer definitieve samenstelling van de canon van zowel de bönpo-kangyur als -tengyur - de verzameling van commentaren op de kangyur - heeft rond 1450 plaatsgevonden. Het bestaan van een dergelijke canon werd bij westerse wetenschappers pas bekend na de vertaling door Sarat Chandra Das van gedeelten van De Kristallen Spiegel van Filosofische Systemen in 1881, een tekst van Thuken Lobzang Chokyi Nyima (1737-1802). Een volledige set van de bönpo-kangyur en -tengyur werd pas in 1928 door Joeri Rjorich ontdekt.
Zowel de bönpo-kangyur als -tengyur vormen overigens nog maar een deel van de totale literaire productie van de bön. Het zijn meestal epische verhalen, gedichten en liederen geschreven in een context van zowel Centraal-Tibet als Zhangzhung waar steeds de nadruk blijft liggen op het legitimeren van religieuze tradities. Het belangrijkste historiografische geschrift van de bön is een tekstverzameling onder de naam Dragpa lingdrag (Wylie: bsGrags pa gling grags).
Aan het begin van de 21e eeuw is slechts een relatief klein deel van de literaire traditie van de bön onderwerp van wetenschappelijke studie geweest. De literatuur van de bön is een van de laatste grote Aziatische tekstverzamelingen die voor het grootste deel nog door westerse wetenschappers moet worden onderzocht.

## De Negen Paden van de bön
Net als de nyingma kent de bön een indeling in negen paden, voertuigen van hun systeem van spirituele praktijk. Er zijn zeker drie van deze indelingen bekend. De meest gehanteerde maakt deel uit van een verzameling onder de naam  zuidelijke schatten , een verzameling termadocumenten die in de elfde eeuw zou zijn   herontdekt  in het zuiden van Tibet. Er bestaan ook tekstverzamelingen met indelingen onder de naam de   noordelijke schatten  en de   centrale schatten .
De indeling van de  zuidelijke schatten  integreert een aantal  wereldse  rituele systemen met die van de  transcendente  systemen. Over het algemeen handelen de eerste vier paden van de indeling over de verhouding tussen mensen en die van talrijke goden en geesten in de natuurlijke wereld. De tweede vier handelen, net als de voertuigen van de indeling van de nyingma, over het boeddhistische pad naar de Verlichting. Aan de top van het systeem staat de Grote Perfectie of dzogchen van de bön.
Ieder van de acht eerste paden wordt dan nog behandeld in drie categorieën, die van de inwijding erin, de beoogde praktijk, actie en het te bereiken resultaat. In de direct onderstaande tekst wordt alleen de hoofdindeling in negen vermeld.
De eerste vier paden worden wel samengevat als de vier  oorzakelijke bön , de tweede groep van vier als de  vervulde, de rijpe  bön.
1. de Shen van het Voorteken ( cha shen )
2. de Shen van de Verschijning ( nang shen )
3. de Shen van de Wonderen (  trul shen )
4. de Shen van het Bestaan der Fenomenen (  si shen )
5. Leken
6. Asceten
7. De Natuurlijke A
8. De Oer Shen
9. De Grote Perfectie.

## Het pantheon van de bön
Het pantheon van de bön bevat een groot aantal godheden. De classificatie daarvan is complex en kan ook op meerdere wijzen gedaan worden.
De meest eenvoudige is die tussen supra-mundane godheden, die deze wereld verlaten hebben, en mundane godheden. Dat zijn vaak krachten die gedwongen werden zich tot de bön te bekeren en de gelofte hebben afgelegd de bön met hun krachten te ondersteunen. Godheden kunnen zowel een vredelievende, woeste als toornige gedaante aannemen. Onderling samenhangende vormen van rituelen kennen hun eigen godheden.  Belangrijke supra-mundane godheden zijn Kuntu Zangpo, Kungsang Galwa Dupa en Shenlha Okar. De belangrijkste vrouwelijke godheden zijn Yeshe Walmo en Sati Ersang, ook wel als Byams-ma (het laatste woord is de vrouwelijke vorm van Byams-pa, het Tibetaanse woord voor de Maitreya).
Onder de mundane beschermers zijn er groepen als de Sadak (Sa-bdag, beschermers van het land), die ondergronds leven en nauw verbonden zijn met een activiteit als landbouw. De belangrijkste groep berggeesten is die van de Ge-khod. Tibetologen als Belleza en Karmay hebben de opvatting dat Ge-khod de belangrijkste god uit het pantheon van Zhangzhung was. Onder invloed van het boeddhisme heeft Ge-khod nu meerdere verschijningsvormen in de bön gekregen.

## Kwetsbare positie

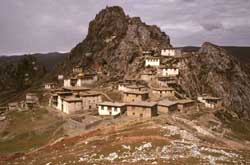
Bön-Klooster Khyungpori Tsedruk in het noorden van Tibet

Zowel de nyingma als de bön hebben vanaf de 11e eeuw altijd geprobeerd buiten de vele politieke en militaire conflicten in Tibet te blijven. De bön heeft vanaf die periode nooit, zoals de sakya, de kagyü en de gelug gestreefd naar een positie van dominantie. Dat kan positief worden uitgelegd, maar het was ook noodzaak. De waarden die de nieuwe tradities vanaf de 11e eeuw introduceerden vielen bij de feitelijke machthebbers in het land, de adel in historisch Tibet, in goede aarde. Zowel de nyingma als de bön werd gezien als vertegenwoordigers van  oude waarden  en zijn er nooit in geslaagd om in Centraal-Tibet een alliantie met een partij met militaire kracht te sluiten.
Dat maakte de bön ook kwetsbaar in periodes van onrust en burgeroorlogen. In de tweede helft van de achttiende eeuw waren met name de lama's van de gelug aan het hof in Peking gefrustreerd over de relatief zwakke positie van de gelug in Kham en een daarmee corresponderende zwakke politieke invloed van de gelug daar. Het Chinese gezag was traditioneel zwak in Kham, maar rond 1770 werden de eerste pogingen gedaan dat te verstevigen. Dat had een aantal militaire expedities tot gevolg. Daarbij werden op instigatie van met name Changkya Rölpe Dorje, de derde Changkya Koetoektoe de meeste kloosters van de Bön vernietigd dan wel geannexeerd door de gelug.
Het is ook met name in de literatuur van de gelug, dat tot diep in de twintigste eeuw op uiterst polemische wijze over het bön werd geschreven. De meest invloedrijke tulku van de gelug in eerste helft van die eeuw Je Pabongka schreef dat bön voortdurend plagiaat plegen, gecorrumpeerd zijn door niet-boeddhistische zienswijzen, die ze ontleend hebben uit de tithika's (hindoe-leer) Het is een duivels systeem van valse dharma. Hij vervolgt dan met te stellen, dat er helaas sommige mensen zijn, die bön niet schadelijk achten. Pabongka argumenteert hiertegen dat deze opvatting dan zou rechtvaardigen om de acties van varkens en honden te imiteren, omdat deze dan ook wel boeddha-emanaties zouden kunnen zijn. Men zou deze walgelijke en duivelse systemen geheel moeten laten verwijderen, zoals de stenen waarmee men zijn gat afveegt.

## Enkele feiten over huidige situatie
Het meest gerenommeerde onderwijsinstituut van de bön was het in 1405 gestichte Menri-klooster in Namling in Tsang. Het klooster werd tijdens de Culturele Revolutie vrijwel geheel vernield. Het is nu weer opgebouwd. Er is sinds de ballingschap ook een Nieuw Menri in India. De  geestelijk leider van de bön is de Menri trizen, de abt van Menri. De laatste Menri trizen en 33e in de lijn van successie was de in 2017 overleden Lungtok Tenpei Nyima
De marginale positie van de bön bleef ook in de ballingschap aanvankelijk voortduren. Het is pas sinds 1978 dat de bön ook in meer formele zin geaccepteerd wordt als een eigen religieuze traditie. In het spraakgebruik worden bönpo 's echter nog steeds als chipa benoemd, dat een betekenis in de zin van niet tot de juiste groep behorend of  outsider  heeft.
Ten aanzien van het aantal gelovigen gaan de meeste historici uit van een aanname van ongeveer 10% van de bevolking in het Tibet van voor 1950. De Chinese volkstelling van 2010 geeft ongeveer hetzelfde percentage gelovigen onder de Tibetanen in de Volksrepubliek.